# 高質敬
高質敬，直隶任丘人，清朝政治人物。举人出身。
乾隆四十四年（1779年），擔任清朝廣州府新安縣知縣。后由吳沂接任。